# Amphiascoides littoralis
Amphiascoides littoralis är en kräftdjursart. Amphiascoides littoralis ingår i släktet Amphiascoides och familjen Diosaccidae. Inga underarter finns listade i Catalogue of Life.